# Pau Donés
Pau Donés Cirera (ur. 1966 w Montanuy, zm. 9 czerwca 2020) – hiszpański piosenkarz, kompozytor, gitarzysta, założyciel zespołu Jarabe de Palo.
Z pochodzenia Donés był Aragończykiem, ale mieszkał w Berlinie. 
W wieku 15 lat wraz ze swoim bratem (Marc), który grał na perkusji, Pau Donés założył swój pierwszy zespół - J. & Co. Band, a później - Dentaduras Postizas. Występował w regionalnych klubach w Barcelonie, jednocześnie pracując w agencji reklamowej.
Jesienią 1996 roku założył grupę Jarabe de Palo i wydał pierwszą płytę La Flaca. Do 2007 roku wraz z zespołem wydał łącznie sześć płyt.
9 czerwca 2020 roku zmarł z powodu raka jelita grubego, z którym walczył od 2015 roku.

## Dyskografia
Pau Donés z Jarabe de Palo:
- 2007: Adelantando
- 2004: 1 m2
- 2003: Grandes Éxitos
- 2003: Bonito
- 2001: De vuelta y vuelta
- 1999: Depende
- 1996: La Flaca